# National Center for Supercomputing Applications

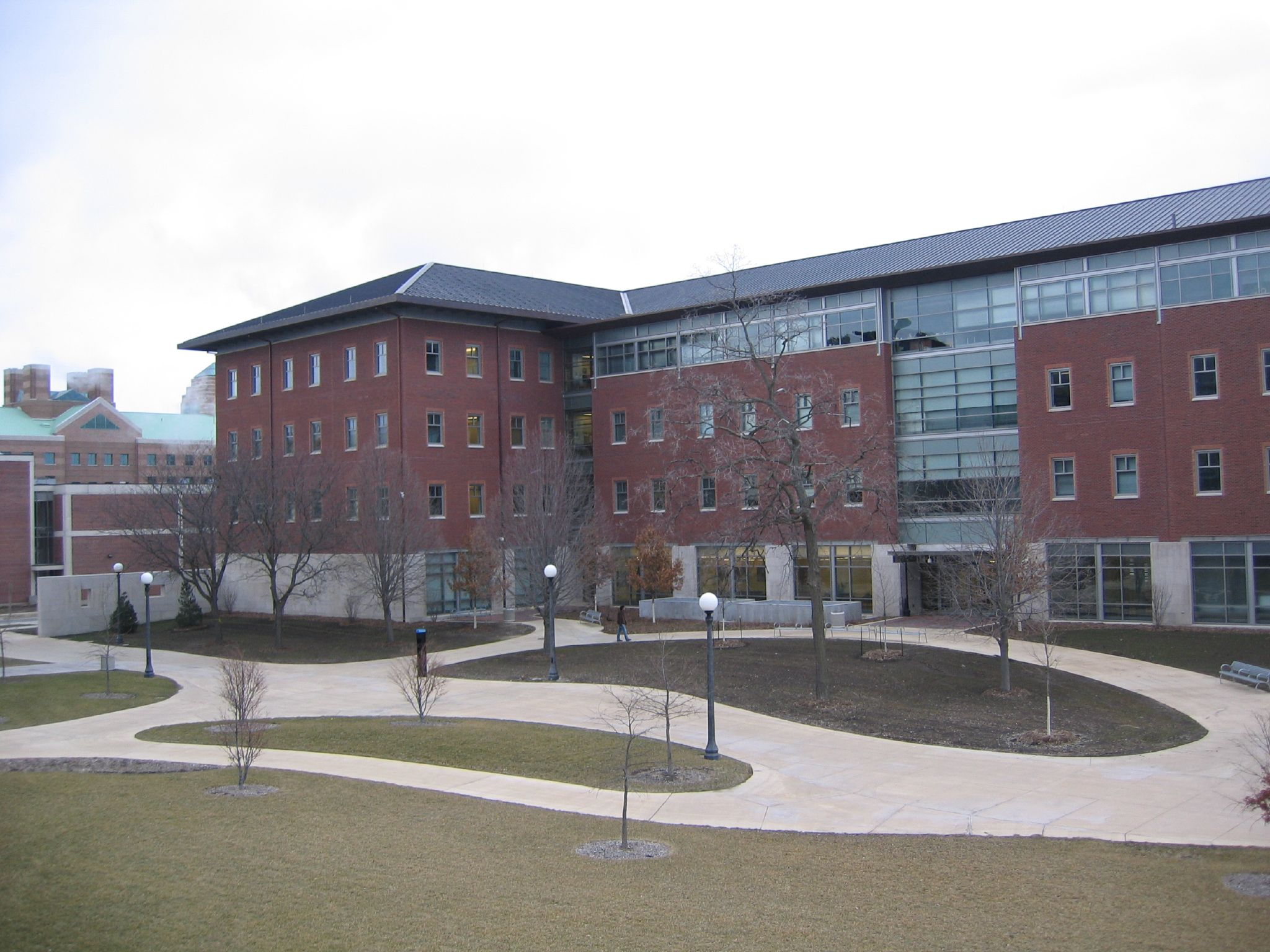
NCSA Building, 1205 W. Clark St., Urbana, IL 61801. Photo:Ragib Hasan

NCSA (acrónimo de National Center for Supercomputing Applications, que significa Centro Nacional de Aplicações de Supercomputação em inglês), é um organismo dos Estados Unidos da América relacionado com a investigação no campo da informática e telecomunicações. Criado em 1986 como uma das sedes do programa de supercomputação da National Science Foundation.  Teve um papel importante no desenvolvimento da World Wide Web, dado que introduziu o navegador Mosaic. Está localizado na Universidade de Illinois em Urbana-Champaign.